# Al-Arabi (Koeweit)
Al-Arabi is een Koeweitse voetbalclub die in de Premier League speelt. De club werd in 1960 opgericht.

## Erelijst
- Landskampioen (16 maal)

1962, 1963, 1964, 1965, 1966, 1967, 1970, 1980, 1981, 1982, 1983, 1984, 1985, 1988, 1993, 1997, 2002
- Bekerwinnaar (15 maal)

1962, 1963, 1964, 1965, 1966, 1967, 1970, 1981, 1983, 1992, 1996, 1999, 2000, 2005, 2006, 2008
- Kuwait Crown Prince Cup (5 maal)

1996, 1997, 1999, 2000, 2007
- Al Kurafi Cup (3 maal)

1999, 2001, 2002
- Sport United Cup (4 maal)

1996, 1997, 1999, 2000
- Beker van de kampioenen van de Perzische Golf (2 maal)

1983, 2004